# 라수스 데 파밀리아
《라수스 데 파밀리아》(포르투갈어: Laços de Família)는 2000년 방영된 브라질의 텔레노벨라이다.